# Carlos Alberto Leumann
Carlos Alberto Leumann (Santa Fe, 17 de agosto de 1886  - Buenos Aires, 16 de junio de 1952) fue poeta, periodista, docente y Doctor en Filosofía y Letras argentino. Publicó estudios sobre materias científicas y metafísicas. Dirigió el suplemento literario del diario La Nación. Fue autor de ensayos y novelas. Algunos de sus composiciones figuran en antologías y fueron traducidas a idiomas extranjeros. Miembro fundador de la SADE.

## Biografía
Huérfano de madre desde los seis años, el padre del poeta fue un estricto protestante que incluso no veía con buenos ojos que su hijo escribiera. Con 17 años, se trasladó a Buenos Aires y se graduó en la Facultad de Filosofía y Letras de la UBA. En la misma ciudad, fue profesor de literatura, castellano e historia en el Colegio Nacional Mariano Moreno y en el Manuel Belgrano.
Durante 1916 se desempeñó como jefe de redacción de la revista literaria 'La Nota', fundada y dirigida por Emín Arslán.
El diario La Nación del 10 de abril de 1927 publicaba en el suplemento dominical una ficción literaria de su redactor Carlos Alberto Leumann, un cuento o fantasía fundada sobre una libre interpretación de los Evangelios en lo que toca a las relaciones espirituales entre María y Jesús.
Se casó en 1936, a los 50 años, con Adriana Piquet, escritora, hija de Julio Piquet (director de La Nación), con quien no tuvo hijos. Se desempeñó largos años como redactor de La Razón y de La Nación, colaborando en sus páginas dominicales. También colaboró en el diario La Prensa. 
Pero su fama literaria comenzó ruidosamente con la publicación de sus novelas, en las que aparece por vez primera retratada la mujer porteña en ciertos aspectos de su carácter e intimidad más recóndita.
En sus últimas producciones se advierte el sentido histórico y social que asocia a sus investigaciones críticas, o bien, hay visiones nuevas del campo argentino, encarando el singular drama del gaucho. Con esta producción ha alternado libros de cuentos y de otra índole, y en el diario La Prensa aparecen muchos relatos, notables por su profunda atmósfera, sus problemas ardientemente humanos y su estilo. Una de sus obras más celebradas, especialmente por los críticos ingleses, ha sido La vida victoriosa.
El 8 de noviembre de 1928, se constituyó la primera comisión Directiva de la Sociedad Argentina de Escritores.
Rómulo Zavala, responsable del comisariato general de la Junta Ejecutiva de la Primera Feria Nacional del Libro, estructuró y presentó una lista de escritores pertenecientes a diversos grupos literarios, que se habían destacado en esa primera exposición nacional del libro. Entre los que se encontraba Carlos Alberto Leumann.
Así constituida la Sociedad fue encomendada la redacción de los Estatutos a Enrique Banchs, los que fueron oportunamente aprobados por unanimidad. A la pluma de este escritor pertenece asimismo el original, manuscrito por él, del acta de creación de la entidad, documento que se encuentra en el Museo del Escritor.
El 24 de octubre de 1938 y por decreto N.º 15.664, dictado durante la Presidencia de Roberto M. Ortiz, siendo Ministro de Justicia el Dr. Jorge Coll, se obtuvo la personería jurídica.

### Muerte y homenaje
Murió el 16 de junio de 1952.
El 14 de octubre de 1972, a veinte años de su muerte, se llevó a cabo un homenaje en el Cementerio de la Chacarita, más precisamente en el Recinto de Personalidades, donde quedó inaugurado un sencillo monumento. La obra fue realizada por la arquitecta Carmen Náoli. Posee un medallón de bronce en el centro, con la imagen del escritor, obra del artista Juan Carlos Ferraro, quien ofreció sus servicios ad honorem.
Este homenaje fue realizado a instancias de su viuda, la escritora Adriana Piquet, acompañada por el pintor Benito Quinquela Martín y La Peña de Artes Plásticas y Letras.
En esta ocasión, el sacerdote Daniel Zaffaroni bendijo la tumba de Leumann, y el Dr. Cyro Rolando Ramírez Juárez habló en nombre de los escritores, de los periodistas y sus amigos.

## Obras
- El libro de la duda y los cantos ingenuos (Poesía 1909)
- El novicio (Obra de Teatro 1918)
- Nieve : versos (Poema 1919)
- Adriana Zumarán (Novela 1921)
- La vida victoriosa (Novela 1922)
- El empresario del genio (Novela 1926)
- Trasmundo : novela de otra vida (Novela 1930)
- El país del relámpago (Cuento 1932)
- Los gauchos a pie (Novela-1938)
- El poeta creador : cómo hizo Hernández 'la vuelta de Martín Fierro' (1945)
- El poeta creador (Ensayo 1945)
- Una excursión a los indios ranqueles (prólogo a la edición de 1949)
- Paisaje y alma del campo argentino (1952)
- Poesías de amor de Jorge Manrique (Estudio biográfico y antológico 1953)
- La literatura gauchesca y la poesía gaucha(1953)
- Martín Fierro y su crítica : antología (1993)
- Los gauchos de a pie escrito (1994)

## Escritor del Himno Oficial deBahía Blanca
El 19 de febrero de 1928, el jurado de la comisión organizadora del evento del centenario de la ciudad de Bahía Blanca le encarga la composición de la letra del Himno a Bahía Blanca a Carlos Alberto Leumann, quien nunca había estado en esa ciudad. Leumann envía la letra del poema una semana más tarde. El himno fue estrenado en el teatro Municipal en la gala del 11 de abril de 1928, el día del centenario de la ciudad. En este acto estuvieron por primera vez juntos  autor y musicalizador, Carlos Alberto Leumann y Pascual De Rogatis.
Esta Versión es propuesta por la Subsecretaría de Cultura Municipal y aprobada por el Honorable Concejo Deliberante por Ordenanza N.º 10.469 (Exp. 311-6149-98/887-HCD-98).